# 鹿豹星座
《鹿豹星座》是一款清版射击电子游戏，由Llamasoft的Jeff Minter和Ivan Zorzin开发。该游戏于2007年8月22日通过Xbox Live Arcade在Xbox 360平台上发布。主图形引擎基于控制台内置的Neon Xbox 360光合成器可视化软件。Llamasoft于2008年12月15日发布了 Windows版本。它于2009年3月19日在Steam上发布。 

## 游戏玩法
尽管《鹿豹星座》在风格上与街机游戏《暴风雨》相似，但Minter强烈否认它是《暴风雨》的续作，因为它的游戏元素有很多改变。
玩家控制太空鹿豹绕着3维拉伸面的外缘移动。敌人出现的数量比《暴风雨》里的多，从第三维的另一端出发并接近玩家，发射子弹。长颈鹿可以射击并消灭敌人。
拉伸面上的一条线相当于一个VU表，表示“能量区”。破坏或摧毁敌人会扩大能量区，而随着时间流逝它会缓慢收缩，当长颈鹿静止时收缩得更快，虽然不会降为零：
- 鹿豹战机可以安全地与边沿上的敌人相撞，并在此过程中将其击倒（称为“霸凌”）。这会获得更高的分数，尤其是在一次将一大串敌人从边沿上推开的情况下。它还可以增加全局奖金乘数。
- 在能量区内行进时，敌人的射击速度会减慢；
- 战机可额外发射两枪，可以用右模拟摇杆控制；
- 当一个敌人产生多个其他敌人时，产生的敌人会出现在能量区边界。

玩家可以收集让战机跳跃的能量“豆荚”；跳跃可将能量区充满。战机最多可以存储五个豆荚，每次跳跃都会丢失一个。当长颈鹿已经有五个时收集额外的豆荚提供额外的好处：第一个额外的豆荚给予额外的生命，第二个给予快速子弹，第三个奖励一个令牌，该令牌计入奖励回合，但前提是回合中没有其他豆荚被漏掉。收集的更多豆荚可提供奖分。
敌人的弹药可以被战机自己的射击推回。尽管它们可以被推回拉伸面的最远边缘，但它们永远不会被摧毁，并且会在有动力时再次继续前进，可能会回到拉伸面甚至摧毁战机。
当一个关卡完成后，战机会沿着拉伸面飞到远端。在此期间，所有留在拉伸面上的敌人射击对玩家无害，并且战机每经过一次，玩家都会根据敌人开火后经过的时间长度获得奖励。如果玩家在战机离开拉伸面时碰巧收集了一个豆荚，他们将在下一轮获得快速子弹。
玩家每条命可以使用一次智能炸弹，它会自动攻击离他们最近的敌人。

## 开发
该游戏包含了Minter游戏中常见的幽默和致敬，包括对《超级马力欧兄弟》、红白机游戏《职业摔角》、银河系漫游指南、 康懋達64甚至微软的J Allard的影射。游戏的一些早期屏幕截图包括淫秽内容，尽管此类淫秽内容并未出现在发行版本中。